# Lusernaïta-(Y)
La lusernaïta-(Y) és un mineral de la classe dels carbonats. Va rebre el nom l'any 2011 per C. Biagioni, E. Bonaccorsi, F. Cámara, M. Cadoni, M. E. Ciriotti, D. Bersani i U. Kolitsch per les pedreres de Luserna, a Itàlia, la seva localitat tipus i el sufix és degut al contingut en itri.

## Característiques
La lusernaïta-(Y) és un carbonats de fórmula química Y₄Al(CO₃)₂(OH)10F·6H₂O. Va ser aprovada com a espècie vàlida per l'Associació Mineralògica Internacional l'any 2012. Cristal·litza en el sistema ortoròmbic.
Les mostres que van servir per a determinar l'espècie, el que es coneix com a material tipus, es troben conservades a les col·leccions del Museu d'Història Natural de la Universitat de Pisa (Itàlia), amb el número de catàleg: 19445, i al Museu regional de ciències naturals de Torí (Itàlia), amb el número de catàleg: 15901.

## Formació i jaciments
Va ser descoberta a les pedreres de Luserna, pertanyents a la ciutat metropolitana de Torí (Piemont, Itàlia). També ha estat descrita a la pedrera de Montoso, a la província italiana de Cuneo, així com a la localitat de Narvik, a Nordland (Noruega). Aquests tres indrets són els únics de tot el planeta on ha estat descrita aquesta espècie mineral.